# Coppa Agostoni 1969
La Coppa Agostoni 1969, ventitreesima edizione della corsa, si svolse l'8 ottobre 1969 su un percorso di 239 km. La vittoria fu appannaggio dell'italiano Franco Bitossi, che completò il percorso in 5h55'00", precedendo il belga Jean-Pierre Monseré e l'olandese Gerben Karstens. Inizialmente si classificò terzo Jos Schoeters, ma venne successivamente squalificato.

## Ordine d'arrivo (Top 10)
| Pos. | Corridore           | Squadra             | Tempo    |
| ---- | ------------------- | ------------------- | -------- |
| 1    | Franco Bitossi      | Filotex             | 5h55'00" |
| 2    | Jean-Pierre Monseré | Flandria-De Clerck  | s.t.     |
| SQ   | Jos Schoeters       | Peugeot-BP-Michelin | s.t.     |
| 3    | Gerben Karstens     | Peugeot-BP-Michelin | s.t.     |
| 4    | Roberto Poggiali    | Salvarani           | s.t.     |
| 5    | Paul Crapez         | Bic                 | s.t.     |
| 6    | Raymond Delisle     | Peugeot-BP-Michelin | s.t.     |
| 7    | Wladimiro Panizza   | Salvarani           | s.t.     |
| 8    | Etienne Antheunis   | Faema               | a 12"    |
| 9    | Michele Dancelli    | Molteni             | s.t.     |
| 10   | Marino Basso        | Molteni             | s.t.     |